# Wąwóz Czarownic

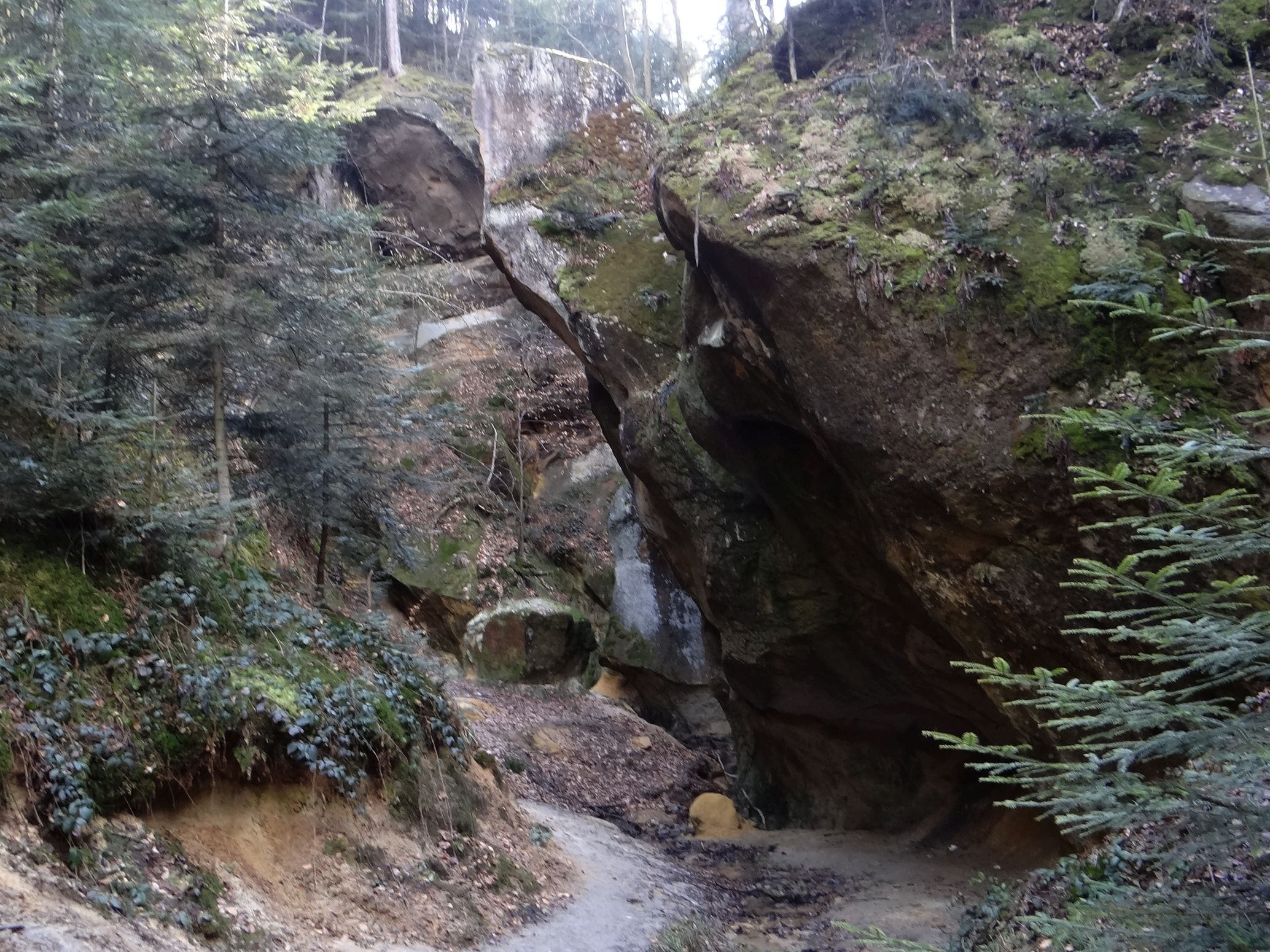

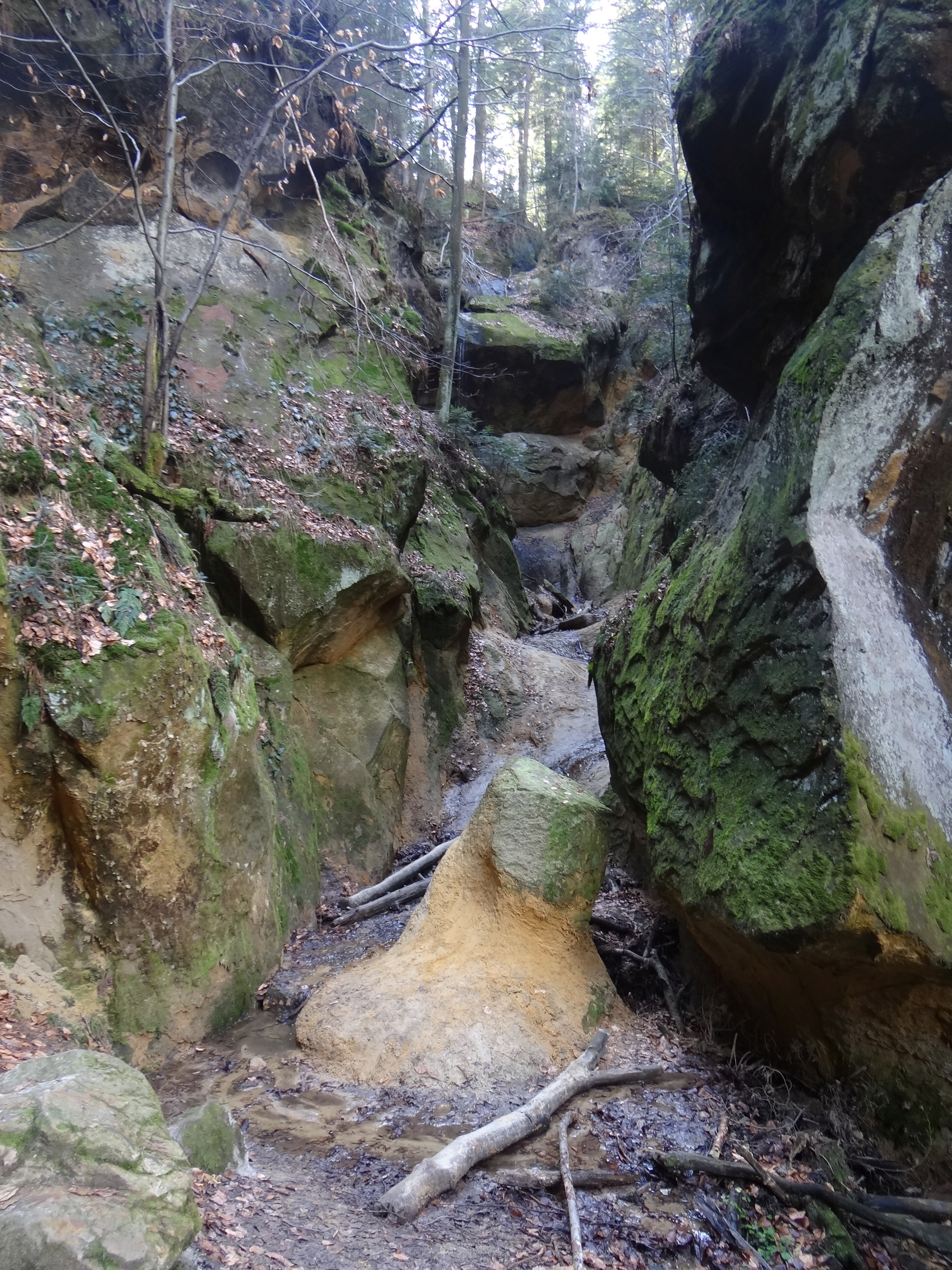

Wąwóz Czarownic lub Wąwóz Ciężkowicki – głęboki wąwóz na północnych stokach wzgórza Skała w miejscowości Ciężkowice w województwie małopolskim. Znajduje się w mezoregionie zwanym Pogórzem Ciężkowickim i stanowi dużą atrakcję turystyczną.
Wąwóz znajduje się w lesie i promienie słoneczne praktycznie nie docierają do wąwozu. Dnem płynie niewielki strumyk tworzący progi. Wąwóz rozgałęzia się na dwa ramiona: lewe bardzo strome, zwane „Wąwozem Śmierci” i prawe, zakończone Wodospadem Czarownic. Jest to ściana o kilkunastometrowej wysokości, z której spadają wody strumyka. Skały porośnięte są w wielu miejscach mchami. Na skalnych półkach rosną rzadkie gatunki roślin, niektóre z nich to gatunki prawnie chronione.
Od 1968 r. wąwóz jest prawnie chronionym pomnikiem przyrody. Znajduje się po lewej stronie drogi z Ciężkowic do Staszkówki. Przy wejściu do wąwozu jest niewielki parking, miejsce biwakowe dla turystów i drewniana brama. Do wąwozu prowadzi niebieski szlak turystyczny. Jest to ten sam szlak, który prowadzi przez rezerwat przyrody Skamieniałe Miasto – znajduje się ono zaraz po prawej stronie wymienionej drogi. Do Wąwozu Czarownic prowadzi ścieżka schodząca w dół i zabezpieczona poręczami. Wąwóz zaczyna się zaraz za kładką na potoku Ostruszanka.
Wąwóz ma długość 45 m i bardzo strome ściany o wysokości do kilkunastu metrów. Zbudowane są z piaskowca ciężkowickiego, miejscami z warstewkami pstrych czerwono-zielonych łupków. Na dnie wąwozu znajdują się luźne kamienie i bloki skalne o wysokości do 2,5 m. Odpadły ze ścian wąwozu podczas któregoś z obrywów. W zachodniej ścianie wąwozu znajduje się nawis o długości kilkunastu metrów. Naprzeciwko tego nawisu, we wschodnich stokach znajduje się typowy grzyb skalny.
Powierzchnia skał w wąwozie jest silnie zwietrzała, skały są wyoblone, a u ich podnóża ze zwietrzeliny tworzą się stożki osypiskowe o wysokości do 1,5 m.
Wąwóz Czarownic jest unikatowym obiektem w polskich Karpatach. Jego ciasne koryto, strome ściany skalne, mrok i plusk wodospadu pobudzały wyobraźnię ludzi, którzy stworzyli kilka legend z nim związanych. Jedna z nich mówi, że w wąwozie tym czarownice wraz z diabłami odprawiają swoje sabaty, stąd też pochodzi nazwa wąwozu.
W Wąwozie Czarowni znajduje się schron jaskiniowy Mokra Dziura.